# Сёмжа (озеро)
Сёмжа — крупное озеро в Мезенском районе Архангельской области. Административно находится на территории, относящейся к Мезенскому городскому поселению.
Озеро находится в 40 километрах к северо-востоку от города Мезень. Площадь озера — 5,8 км², площадь водосбора — 121 км². Озеро окружено болотами. Крупнейший приток — Верхняя Сёмжа. Из озера Сёмжа вытекает одна река — Сёмжа. Небольшой протокой соединяется с озером Сарайное.

## Топографическая карта
- Лист карты Q-38-XV,XVI Несь. Масштаб: 1 : 200 000. Указать дату выпуска/состояния местности.